# Cyathodonta pedroana
Cyathodonta pedroana är en musselart som beskrevs av Dall 1915. Cyathodonta pedroana ingår i släktet Cyathodonta och familjen Thraciidae. Inga underarter finns listade i Catalogue of Life.